# Siedem lat małżeństwa
Siedem lat małżeństwa (7 ans de mariage) – francuska komedia z 2003 roku w reżyserii Didiera Bourdona. W rolach głównych wystąpili Catherine Frot oraz sam reżyser.

## Zarys fabuły
Alain i Audrey są małżeństwem już od siedmiu lat i mają małą córeczkę. W ich związku nie układa się najlepiej - Audrey jest bardzo zasadnicza i ślepo zapatrzona w swych rodziców, zaś Alaina interesują wszystkie kobiety poza własną żoną. Alain postanawia szukać pomocy u swego przyjaciela, seksuologa Claude'a. Audrey tymczasem dowiaduje się, że idealizowany przez nią dotąd związek jej rodziców pełen jest skaz i wstydliwych tajemnic.

## Obsada
- Didier Bourdon jako Alain
- Catherine Frot jako Audrey
- Jacques Weber jako Claude
- Gabrielle Lopes Benites jako Camille